# A helyesírási szabályzat 12. kiadásának változásai
A magyar helyesírás szabályai 12. kiadása 2015. augusztus végén jelent meg. Csak kisebb változásokat hozott az előző, 1984-ben kiadott 11. kiadáshoz képest. Ezek alapvetően az alábbi típusokra bonthatók:
- Változások a szabályozásban
- Eddig szabályozatlan kérdések szabályozása
- Egyes konkrét szavak írásmódjának változása (a szabálypontok fenti módosításaiból adódó változásokon túlmenően), ideértve szavak viszonyának újraértelmezését egyes szerkezetekben, valamint egy-két olyan javítást is, amelyek valójában a korábbi szabályozás megerősítését jelentik
- A korábbi változat(ok) mellett némely más írásmód(ok) elfogadása
- Korábban szabályozott kérdések kivétele a szabályozás alól

A további, e cikkben nem részletezett változások közé tartoznak az alábbiak:
- a nyilvánvaló hibák kijavítása
- a fogalmazás pontosítása
- a sok, kevés megjelölés helyett listák adása
- egyes részek didaktikai szempontú átszerkesztése

## Változások a szabályozásban
- A -fajta, -féle, -nemű, -rét, -rétű, -szerű szavakat nem képzőszerű utótagnak, hanem utótagnak, azaz összetételi tagnak tekintjük, ezáltal az sz-re végződő szavak utolsó betűje nem alkot ezután kettős mássalhangzót az utána következő -szerű képzővel, pl. ésszerű helyett észszerű, viasszerű helyett viaszszerű. (Ez esetben a szóelemző írásmód érvényesül az egyszerűsítő írásmóddal szemben.) AkH.12 132.
Erre a szabályzat változásjegyzéke konkrétan az alábbi eseteket sorolja fel: ésszerű → észszerű, ésszerűsít → észszerűsít, himnusszerű → himnuszszerű, mésszerű → mészszerű, penésszerű → penészszerű, viasszerű → viaszszerű.
- Most már a kettős mássalhangzóra végződő magyar utónevekhez is kötőjellel kapcsoljuk azokat a ragokat, amelyek első betűje megegyezik az előző két mássalhangzóval, pl. Bernadettől helyett Bernadett-től, Mariannal helyett Mariann-nal. (Ez esetben szintén a szóelemzés elve érvényesül az egyszerűsítő írásmóddal szemben.) AkH.12 93. Megjegyzendő, hogy a hosszú mássalhangzóra végződő családnevek és földrajzi nevek hasonlóan toldalékolt alakjai, pl. Széll-lel, Papp-pal, Wittmann-né, Bükk-kel, Tallinn-nal stb., eddig is kötőjellel íródtak (hogy meg lehessen állapítani az eredeti végződést), akárcsak pl. a sakk-kör és a balett-táncos, míg az orra (bukik), tollal (ír) szavakban eddig is és ezután is az egyszerűsítés elve kerül előtérbe.
Erre a változásjegyzék konkrétan az alábbi eseteket sorolja fel: Bernadett, Bernadettel, Bernadettől → Bernadett, Bernadett-tel, Bernadett-től; Cirill, Cirillel → Cirill, Cirill-lel; Ivett, Ivettel, Ivettől → Ivett, Ivett-tel, Ivett-től; Kamill, Kamillal → Kamill, Kamill-lal; Mariann, Mariannak, Mariannal, Mariannál → Mariann, Mariann-nak, Mariann-nal, Mariann-nál; Zsanett, Zsanettal v. Zsanettel → Zsanett, Zsanett-tal v. Zsanett-tel.
- A szótagszámlálás szabályánál ezután az -i melléknévképző nem számít bele a szótagszámba, tehát ha egy legalább háromelemű összetétel csak ezen képző miatt lépné át a hat szótagot, az még nem indokolja kötőjel beszúrását a szóösszetételbe. Például az élelmiszeripari szó hét szótagos, de a végén -i képző szerepel, így csak a hat szótagos alapszót vesszük alapul (élelmiszeripar), és a képzővel együtt is egybeírjuk az összetételt. (Ez egyúttal megoldja azt a nehézséget, hogy eddig például a gépjárművezetői szót egybe kellett írni akkor, ha birtokos személyjeles értelemben szerepel, például a cég gépjárművezetői, mivel ilyenkor a gépjárművezető hat szótagja számított, viszont korábban kötőjellel kellett írni a képző miatt, amennyiben melléknévként állt, például gépjármű-vezetői engedély. Most már ez utóbbi esetben is az egybeírás a megfelelő: gépjárművezetői engedély.) AkH.12 139.
Erre a változásjegyzék a vendéglátó-ipari → vendéglátóipari esetét említi, de a bevezető szöveg példái között szerepelnek a gépjárművezetői és a magánnyugdíjpénztári szavak is.
- Ha mozaikszóhoz összetételi utótag járul, az akkor is kötőjellel íródik, ha magyarázó jellegű, nem pedig összetételt alkot. (Erre az AkH.12 289. a) pontot hozzák fel a példák, bár ez nincs itt leírva.)
Erre a változásjegyzék konkrétan a PIN-kód példát említi, ahol az N a number (’szám’) rövidítése, tehát a „kód” szó elhagyható mögüle, nem alkot vele összetételt, most már mégis kötőjellel írjuk. Ilyenformán a szabályzat, illetve a helyesírási szótár már kötőjellel hozza az ABC-áruház, CIB-bank, HIV-vírus, SIM-kártya, LCD-monitor, pdf-fájl / PDF-fájl stb. alakulatokat is.
- Az idegen tulajdonnevekben ezután nem lehet nyomdatechnikai okokra hivatkozva elhagyni a mellékjeleket. AkH.12 214., vö. AkH.11 214.
Jyväskylä helyett tehát már nem fogadható el „Jyvaskyla” alakot írni, akárcsak Łódź helyett „Lódz”-ot vagy „Lodz”-ot.
- A főnév + egyes -ú/-ű képzős melléknevek írásmódjában (hacsak nem konkrét értelemben szerepel az utótagjuk) a különírás helyett az egybeírás érvényesül, pl. papír alapú[1] → papíralapú[2]
- A számok betűvel (számnévvel) való írásakor évszámok esetén már kétezer fölött sem használunk kötőjelet, tehát pl. kétezer-tíz forint, azonban kétezertíz elején. AkH.12 291., vö. AkH.11 289..

## Eddig szabályozatlan kérdések szabályozása
- Betűrendbe soroláskor ha két szó között csak annyi a különbség, hogy az egyik köznév (kisbetűs), a másik pedig tulajdonnév (nagybetűs), akkor az előbbi megelőzi az utóbbit, tehát például a kisbetűs szűcs előbb következik most már, mint a nagybetűs Szűcs. AkH.12 14. a)
- Az idegen szavakat, előtagokat ezután nemcsak akkor tekintjük külön összetételi tagnak, ha önállóan is használatosak (pl. a mini a miniszoknya szóban, emiatt a miniszoknya-viselet háromeleműnek számít, így – egyúttal hatnál több szótagos lévén – kötőjeles), hanem akkor is, ha önállóan is használatos utótag járul hozzájuk. Például ezután a biotechnológia szó is kételeműnek lesz tekintendő – dacára annak, hogy a bio önmagában nem használatos –, amiatt, hogy a technológia szó önmagában is létezik, ennélfogva a biotechnológia-ipar már nem kételeműnek számít ezután, hanem háromeleműnek, így – egyszersmind hatnál több szótagos lévén – kötőjel kerül bele. AkH.12 139. Az interferencia viszont továbbra is egyeleműnek minősül a szótagszámlálási szabály szempontjából, mivel „ferencia” önmagában nincs a magyarban – emiatt az interferenciamérés összetétel továbbra is kötőjel nélkül íródik egybe mint kételemű összetétel, hatnál több szótagjától függetlenül. Ugyanígy, a televízió is egyeleműként marad számontartva, mivel a vízió külön jelentése nem átlátható, emiatt például a televízióállomást szintén kételeműnek tekintjük csupán, és kötőjel nélkül egybeírjuk a továbbiakban is (hatnál több szótagja ellenére).
- Ha egy eredetileg kötőjellel kapcsolt földrajzi név közterületnév részévé lesz, ezután (kötőjeles írás helyett) egybeírjuk, például Ferenchegyi út (a Ferenc-hegy ellenére). AkH.12 181.
- A pályaudvarok, megállóhelyek, repülőterek, mozik, vendéglők, eszpresszók, üzletek, fürdők, temetők mellé bekerültek a szállodák, a lakóparkok és a nem önálló intézményt alkotó termek is mint olyan intézmények, amelyek tulajdonnév tagját különírjuk a köznévi tagjuktól, pl. Sasadliget lakópark, Nádor terem. AkH.12 190.
- Az idegen nevek névkiegészítőjét nagybetűvel írjuk, ha a családnév címszóként vagy más módon kiemelt helyzetben áll. Tehát ha például a Charles de Gaulle, Sir Anthonis van Dyck (flamand festő), Walther von Dyck (német matematikus) nevéből elmarad az utónév, akkor már De Gaulle, Van Dyck, Von Dyck alakban írjuk ezeket. AkH.12 214.
- Az idegen szavak végén álló néma betűk, ill. írásrendszerünkben szokatlan betűkapcsolatoknál már ismert kötőjelezés (pl. Glasgow-ban, guillotine-t) ezután kiterjed a toldalékolás mellett az összetételekre is, pl. lime-likőr, ragtime-koncert. AkH.12 217. d)
- A már eleve kötőjelet tartalmazó összetételeknél, ahol a kötőjel nem pusztán a szótagszámlálási vagy a mozgószabályból fakad (tulajdonnév, betűszó, három mássalhangzó találkozása), újabb szóelem kapcsolása esetén ismételten kötőjelet használunk, pl. A-vitamin-túladagolás, Kossuth-nóta-éneklés, Nobel-díj-átadás. AkH.12 140.
- Új szabályként jelent meg a tárgynevek írásmódjának rendezése, így a nemzeti ereklyék, a hajók, a régi mozdonyok, az űrjárművek, a fegyverek, a hangszerek, a gyémántok stb. nevének csupa nagy kezdőbetűs írásmódja, pl. Szent Korona, Titanic, Lady Blunt (hegedű), Kohinoor (gyémánt). AkH.12 171.
- A csillagok, csillagképek, bolygók, holdak stb. nevének szabályozása kiegészült azzal a típussal, amely köznévi utótagot tartalmaz, s amely kötőjellel kapcsolandó, pl. Magellán-felhő, Androméda-köd, s amelyek melléknévi származékában megőrződik a tulajdonnév elem nagy kezdőbetűje, pl. Androméda-ködbeli. AkH.12 185.
- Az írásjelek formai sajátosságai és használata további részletes ismertetőt kapott. AkH.12 240.
- A rövidítések listája új elemekkel bővült, vö. AkH.12 284.: a. n. (anyja neve), bek. (bekezdés), br. (báró), bt. (betéti társaság), eü. (egészségügyi), ev. (evangélikus), ffi (férfi), gk. (gépkocsi), gr. (gróf), hg. (hegység; herceg), kft. (korlátolt felelősségű társaság), kkt. (közkereseti társaság), Kr. e. (Krisztus előtt), Kr. u. (Krisztus után), l. vagy ld. (lásd), max. (maximális, maximum), mfszt. (magasföldszint), min. (minimum), nyrt. (nyilvánosan működő részvénytársaság), o. vagy old. (oldal), Pf. (postafiók), prof. (professzor), pü. (pénzügyi), ref. (református), r. k. (római katolikus), rt. (részvénytársaság), rtg. (röntgen), szla (számla), tel. (telefon), tkp. (tulajdonképpen), üi. (ügyintéző; ügyirat), vki (valaki), vmi (valami), zrt. (zártkörűen működő részvénytársaság).

## Egyes szavak írásmódjának változása

### Egybeírás az eddigi különírás vagy kötőjeles írásmód helyett
- egyes határozó + ige kapcsolatok: számon tart → számontart, számon kér → számonkér
  - jelentéstől függően: együtt érez → együttérez (’átéli más örömét, bánatát; részvétet érez’ jelentésben)
- egyes határozó + ige kapcsolatból alkotott igenevekkel alkotott szerkezetek: előre gyártott (elemek) → előregyártott (elemek), nagyra törő → nagyratörő (= nagyravágyó), tenyérbe mászó → tenyérbemászó (= pimasz, ellenszenves),
- egyes határozó + ige kapcsolatából származó főnevek: észre térítés → észretérítés, nyitva tartás → nyitvatartás (= üzemidő)
- egyes -ú/-ű képzős melléknévi kapcsolatok: alsó fokú → alsófokú, első fokú (ítélet) → elsőfokú (ítélet)
- egyes melléknév + főnév kapcsolatok: éti csiga → éticsiga, hájas tészta → hájastészta, kemény tojás → keménytojás (= főtt), keresztes pók → keresztespók, lágy tojás → lágytojás, recés gyomor → recésgyomor, szabad kereskedelem → szabadkereskedelem, szabad piac → szabadpiac, szabad piaci → szabadpiaci, szabad strand → szabadstrand (= nem fizetős, fürdésre kijelölt hely), szabad vers → szabadvers, szabad vezeték → szabadvezeték (vezetéktípus), száraz borsó → szárazborsó, vegyes úszás → vegyesúszás (sportág), zsoldoshadsereg (= zsoldosokból álló hadsereg); de: zsoldos hadsereg (= fizetett hadsereg) → zsoldoshadsereg
  - jelentéstől függően: fekete doboz (repülőgépen) → feketedoboz (pl. repülőgépen), de: fekete doboz (= fekete színű doboz); jó barát → jóbarát (megnevezésként; = barát), de: ők igen jó barátok
- egyes melléknévi igenév (-ó/-ő) + főnév kapcsolatok: javító érettségi → javítóérettségi, köszönő viszony → köszönőviszony, osztályozó értekezlet → osztályozóértekezlet, programozó matematikus → programozómatematikus, vállalkozó szellem → vállalkozószellem
  - jelentéstől függően: alkotó munka → alkotómunka, de: újat alkotó munka; fekvő beteg → fekvőbeteg (= kórházban kezelt beteg), járó beteg → járóbeteg (= ambulánsan kezelt beteg)
- egyes főnév + főnév kapcsolatok: pornó film → pornófilm, szakkör; kémia szakkör → szakkör; kémiaszakkör, szárazbab-főzelék → szárazbabfőzelék, valószínűség-számítás → valószínűségszámítás
- egyebek: görög katolikus → görögkatolikus, Kaszás-csillag → Kaszáscsillag, on-line → online, sete-suta → setesuta, taj-szám → tajszám, teljes körűen → teljeskörűen (hsz.)
  - jelentéstől függően: egy időben → egyidőben (= valaha), de: egy időben (= azonos időben); gyengén látó → gyengénlátó (főnévként); tovább tanul, de: továbbtanulás → továbbtanul; továbbtanul érettségi után; de: tovább tanul este, mint ahogy tervezte

### Különírás az eddigi egybeírás vagy kötőjeles írásmód helyett
- egyes határozó + ige kapcsolatok: cserbenhagy → cserben hagy, síkraszáll → síkra száll, útbaigazít → útba igazít, véghezvisz → véghez visz
- egyes határozó + ige kapcsolatokból alkotott főnevek:
  - -ba/-be ragos határozókkal: fejbelövés → fejbe lövés, fejbeütés → fejbe ütés, gúzsbakötés → gúzsba kötés, harcbavetés → harcba vetés, kerékbetörés → kerékbe törés, kezelésbevétel → kezelésbe vétel, sorbaállás → sorba állás, tervbevétel → tervbe vétel, vízbefúlás → vízbe fúlás
  - egyéb ragos határozókkal: célratörés → célra törés, fejbentartás → fejben tartás, nyakoncsapás → nyakon csapás, nyakoncsípés → nyakon csípés, nyakonvágás → nyakon vágás
- egyes -ú/-ű végű melléknévi szerkezetek: kisalakú → kis alakú, kisméretű → kis méretű, magasrendű → magas rendű, nagyfokú → nagy fokú, nagyméretű → nagy méretű, nemzetiszínű → nemzeti színű, zártkörű → zárt körű
- egyes melléknév + főnév szerkezetek: [cigánygyerek] … még ha cigánygyerekek potyognak is az égből → még ha cigány gyerekek potyognak is az égből (átvitt értelemben) [a cigány gyerek konkrét értelemben korábban is különírandó volt], copfstílus → copf stílus, házinyúl → házi nyúl, Nagymedve (csillagkép) → Nagy Medve (csillagkép), sóskifli → sós kifli, sósperec → sós perec, svábbál → sváb bál
- egyebek: csodaszép → csoda szép, élethalálharc → élet-halál harc, napéjegyenlőség → nap-éj egyenlőség, légiforgalmi társaság → légi forgalmi társaság, orvosszakértő → orvos szakértő, örökkön-örökké → örökkön örökké, rali; Párizs–Dakar-rali → rali; Párizs–Dakar rali, szóvégi → szó végi
  - jelentéstől függően: partraszállás → partra szállás; de: a normandiai partraszállás (hadművelet)

### Más egybe- és különírási változások
- savanyútojás-leves → savanyú tojásleves

### Magánhangzó-változások (főként idegen szavaknál)
- rövidülés: immúnis → immunis, irreverzíbilis → irreverzibilis, nüánsz, nüánsza, nüánsszal → nüansz, nüansza, nüansszal, okarína → okarina, reváns → revans, reverzíbilis → reverzibilis, rubeóla → rubeola
- hosszabbodás: árboc → árbóc, bedekker → bédekker, biennále → biennálé, (lámpa)bura → (lámpa)búra,  fantaziál → fantáziál, samanizmus → sámánizmus, sarlatanizmus → sarlatánizmus, satanizmus → sátánizmus
  - videó előtagú összetételek, amelyek videófilmre, videózásra utalnak: videokazetta, videoklip, videofelvétel, videofilm, videomagnó, videoreklám, videotelefon → videókazetta, videóklip, videófelvétel, videófilm, videómagnó, videóreklám, videótelefon stb. (de továbbra is: videogenerátor, videojel, videoprocesszor, videotechnika, videotéka)

### Kezdőbetű megváltozása
- Internet (intézmény); de: internet (távközlési rendszer) → internet
- Golf-áram, golf-árambeli → Golf-áram, Golf-árambeli
- Szent (állandó jelzőként): aquinói v. Aquinói Szent Tamás, assisi v. Assisi Szent Ferenc, páduai v. Páduai Szent Antal, szalézi v. Szalézi Szent Ferenc → Szent (állandó jelzőként); Aquinói Szent Tamás, Assisi Szent Ferenc, Páduai Szent Antal, Szalézi Szent Ferenc
- szt. = szent → Szt. = Szent

### Idegen szavak és jövevényszavak írásmódja (kivéve a másutt tárgyalt magánhangzó-hosszúsági és egybeírás-különírási eltéréseket)
- Constanța, constanțai → Constanța l. Konstanca
- elektroencefalogram → elektroenkefalogram
- eszencia (= sűrített ízesítő); de: esszencia (= a lényege valaminek) → esszencia (= sűrítmény; lényeg)
- frizsider → fridzsider
- metropolis → metropolisz
- paraolimpia → paralimpia (bár ez nem helyesírási, hanem szóhasználati kérdés, a szakmailag elfogadott változatot elismerve)
- paralel v. parallel → paralel
- szaltó mortále → szaltó, szaltója; de: salto mortale
- sztyep v. sztyepp → sztyepp v. sztyeppe (!)
- talián → talján

### Egyéb írásmódbeli változások
- B. ú. é. k. = Boldog új évet kíván → BÚÉK = boldog új évet kíván v. kívánok v. kívánunk
  - jelentéstől függően: Otília → Otília és Ottilia

## A korábbi változat(ok) mellett némely más írásmód(ok) elfogadása

### Engedékenyebb szabályozás
- A dátumok írásában a napot jelző szóhoz kapcsolódó ragok feltüntetésében a korábban elfogadottakhoz néhány új lehetőség járult (a számmal jelölt és a kiírt alak terén egyaránt), amelyeket a változásjegyzék az alábbi két sorban mutat be: AkH.12 298.
  - május; május elseje v. 1-je; május elseji v. elsejei v. 1-ji v. 1-jei, május elsején v. 1-jén → május; május elseje v. 1. v. 1-je; május elseji v. elsejei v. 1-i v. 1-ji v. 1-jei, május elsején v. 1-én v. 1-jén (az újonnan jóváhagyott formákat félkövérrel jelölve; a „május 1.” természetesen előzőleg is helyes volt)
  - másodiki v. 2-i → másodiki v. 2-i v. másodikai v. 2-ai (az újonnan jóváhagyott formákat félkövérrel jelölve)
- Sporteredményeknél a két csapat pontszámának elkülönítésére most már nemcsak kettőspont, hanem kötőjel is használható. A változásjegyzékben ezt a következő példa szemlélteti:
  - nullás; három nullás v. 3 : 0-s győzelem → nullás; három nullás v. 3 : 0-s v. 3-0-s győzelem[3]

### Egyes szavak eltérő írásmódjának elfogadása

#### Egyeshvégű szavak ragozásváltozatainak elismerése
- céh, céhvel → céh, céhvel v. céhhel
- düh, dühvel → düh, dühvel v. dühhel
- juh, juhval → juh, juhval v. juhhal
- méh, méhvel → méh, méhvé v. méhhé, méhvel v. méhhel
- rüh, rühvel → rüh, rühvel v. rühhel

#### A magyaros írásmód lehetővé tétele
- e-mail → e-mail v. ímél; e-mail cím → e-mail-cím v. ímélcím; e-mail kapcsolat → e-mail-kapcsolat v. ímélkapcsolat
- pacemaker → pacemaker v. pészméker
- piranha → piranha v. pirája
- spray, spray-je v. spraye, spray-vel v. sprayjel → spray v. spré v. szpré, spray-je v. spréje v. szpréje, spray-vel v. sprével v. szprével
- standard → standard v. sztenderd

#### Elterjedt idegen írásmód lehetővé tétele
- dzsessz → dzsessz v. jazz

#### Elterjedt magánhangzóejtés-változatok tükrözése az írásmódban
- advent → advent v. ádvent
- hozsanna → hozsanna v. hozsánna

#### A szóelemzés elvére tekintettel, a következetesség végett
- bólingat → bólingat v. bólintgat
- kacsingat → kacsingat v. kacsintgat
- tekinget → tekinget v. tekintget

#### Elterjedts/sz-változatok tükrözése az írásmódban
- disztinkció → disztinkció v. distinkció
- spartakiád → spartakiád v. szpartakiád
- státus → státus v. státusz; de: status quo
- státusszimbólum → státusszimbólum v. státuszszimbólum

#### Egyebek
- Vietnam → Vietnám[4]
- Forma–1 → Forma–1 v. Formula–1
- intellektuel → intellektuel v. entellektüel
- még hogy → méghogy

## Korábban szabályozott kérdések kivétele a szabályozás alól
- Általában kimaradtak a szavak ejtésére vonatkozó részek, főként azért, mivel pontos adatokkal nem rendelkezünk az egyes szavak ejtésével kapcsolatban.
- Kimaradt az asszonynevek írásáról szóló rész is (AkH.11 159.), mivel az asszonynevek típusairól nem a helyesírási szabályzatok rendelkeznek.
- Kimaradt a géptípusok stb. betű- vagy szó- és számjelzésének kapcsolásáról szóló rész (AkH.11 263. d)), mivel ezeket a gyártók szokták meghatározni.
- Kimaradt a postai címzésre vonatkozó szabálypont is (AkH.11 298.), mivel a címzést a posta írja elő, s annyi változata létezik a címzésnek, hogy nehéz azt pontos szabályba foglalni.